# Euerwangtunnel
Der Euerwangtunnel (auch Tunnel Euerwang) ist der längste Eisenbahntunnel der Schnellfahrstrecke Nürnberg–Ingolstadt. Er unterquert, bei einer Überdeckung von bis zu 190 Metern, den 595 m hohen Euerwanger Bühl mit dem Gemeindeteil Euerwang der mittelfränkischen Stadt Greding und hat daher seinen Namen.
Mit einer Länge von rund 7700 Metern (Strecken-km 49,145 bis 56,854) ist er einer der 10 längsten Eisenbahntunnel Deutschlands.

## Verlauf
Die Gradiente der Strecke steigt im nördlichen Drittel des Tunnels in Richtung Süden leicht an und fällt anschließend in gleicher Richtung ab. Das Südportal liegt dabei etwa 30 m niedriger als das nördliche. Die Trasse verläuft Richtung Süden in einer kurzen Rechtskurve (bis km 50), an die sich eine kurze Grade, gefolgt von einer langgezogenen Linkskurve (km 51 mit 54), anschließt. Im Bereich des Südportals (km 55, 56) verläuft die Strecke wieder gerade.
Der einröhrige Tunnel nimmt zwei Gleise in Fester Fahrbahn auf, die planmäßig mit 300 km/h befahren werden können.
Dem Nordportal ist ein 160 m langes Trogbauwerk vorgelagert. In diesem Bereich befindet sich auch eine der Heißläufer- und Festbremsortungsanlagen der Neubaustrecke. Rund 500 Meter vor dem Nordportal (km 48,6) findet der Wechsel zwischen den Feste-Fahrbahn-Systemen Bögl (Richtung Nürnberg) und Rheda 2000 (Richtung Ingolstadt) statt.

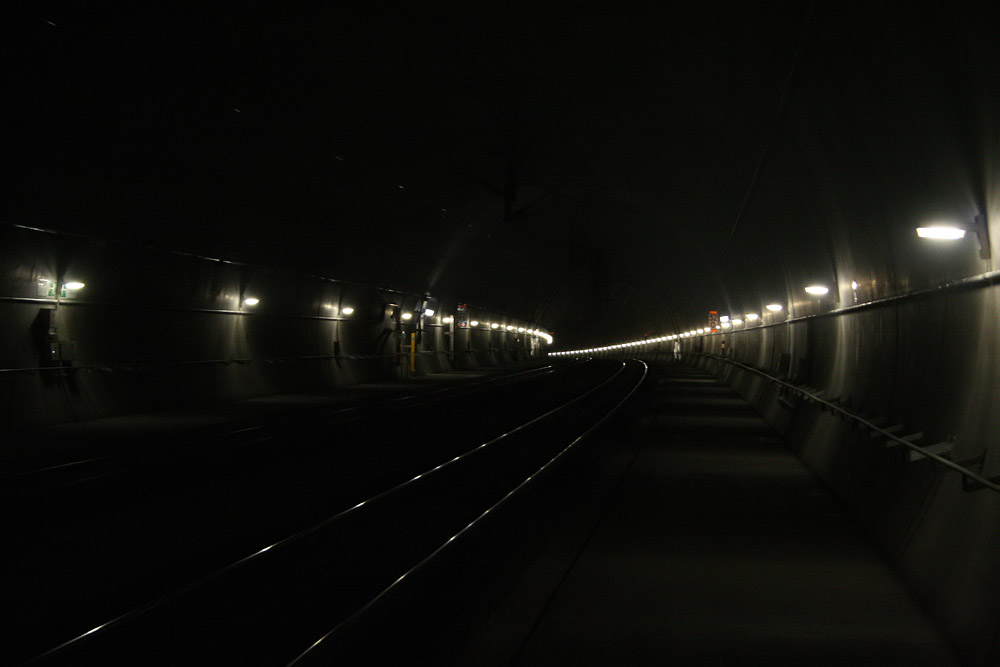
Tunnelröhre mit eingeschalteter Beleuchtung
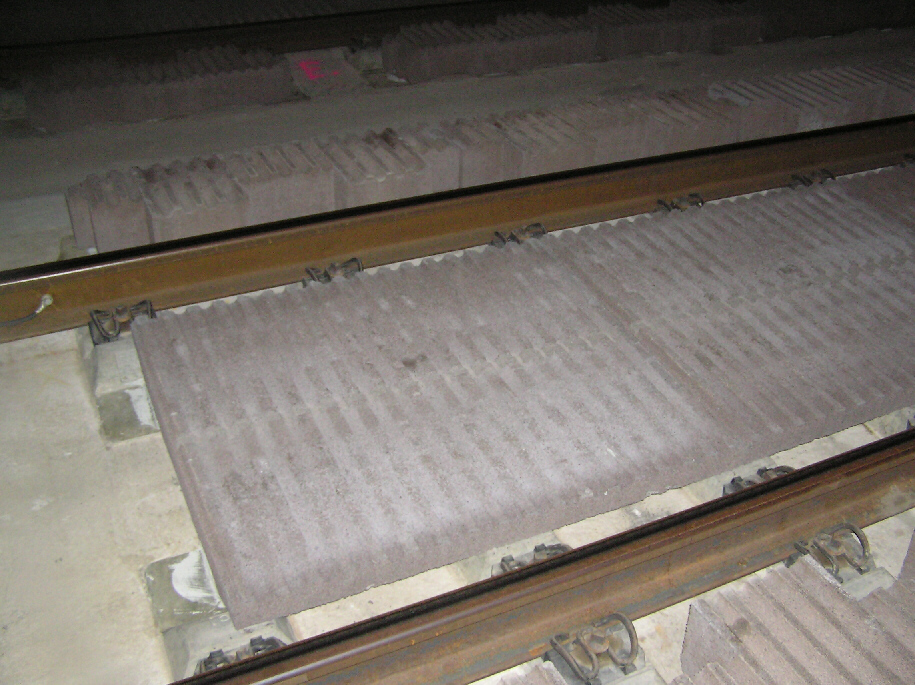
Schallabsorber auf Fester Fahrbahn
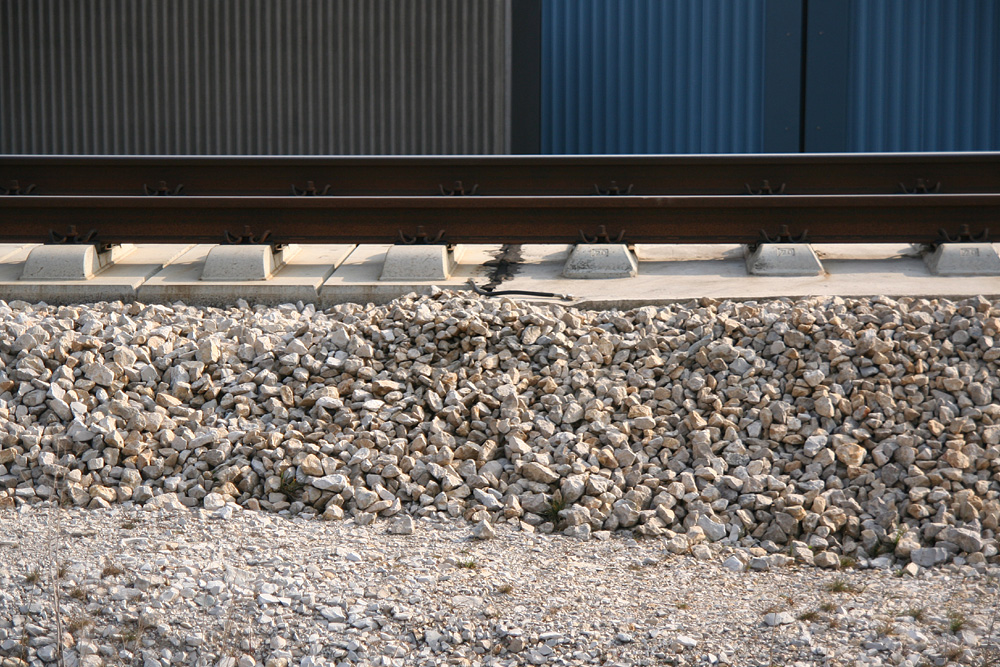
Systemwechsel zwischen der Festen Fahrbahn, System Bögl (links) und System Rheda (rechts)

## Geschichte

### Planung
In der frühen Konzeptionsphase der Strecke, Mitte 1985, war vorgesehen, die ab Höhe von Offenbau auf der Ostseite der Autobahn liegende Strecke bei Kleinhöbing auf die Westseite der Autobahn zurückzuführen und anschließend in mehrere Tunnel zu legen. Kurz nach der Autobahnquerung, südwestlich von Großhöbing, wäre sie in einen bis Linden verlaufenden Tunnel eingetreten. Nach einem kurzen offenen Abschnitt wäre ein weiterer Tunnel gefolgt.
Nach anderen Angaben von 1985 sollte die Strecke südlich des Schellenbergtunnels, zwischen Kinding und Ilbling parallel zur Autobahn das Altmühltal durchqueren, wobei bei Gelbelsee ein weiterer Tunnel bis zur Jurahöhe vorgesehen war.
In einem vertraulichen Gutachten des Bayerischen Landesamtes für Umweltschutz zum Vergleich der Ingolstadt- und Augsburg-Variante sprach sich die Behörde Mitte 1990 unter anderem aufgrund schwerwiegender Eingriffe in das Heimbachtal gegen die Ingolstadt-Variante aus. Der Euerwangtunnel war damit mit einer Länge von 7,7 km geplant.
Mitte 1990 wurden im Bereich des heutigen Tunnels sowohl ein durchgehender Tunnel als auch eine Tunnelkette mit oberirdischen Unterbrechungen entlang der Autobahn erwogen. Nach einem anderen Bericht war ein 7,68 km langer Tunnel (km 48,97 bis 56,65) vorgesehen; das Helmbachtal sollte etwa bei Kilometer 52,5 durchschnitten werden.
Das Bauwerk war Teil des Planfeststellungsabschnitts 51 der Neubaustrecke. Im Anhörungsverfahren wurden gegen die Pläne im Abschnitt zwischen Günzenhofen und Enkering 18 Einwendungen erhoben, die von der Stadt zusammengefasst und an die Bundesbahn übergeben wurden. Kernpunkt der Kritik war der Landbedarf der Strecke. Die Stadt Greding schloss sich in ihrer Stellungnahme zu den ausgelegten Planfeststellungsunterlagen den Argumenten von Bürgern an, die Notausgänge 4 und 5 zu verlegen.
Nach dem Planungsstand von August 1993 war bereits ein 7700 m langer Tunnel, der bei Günzenhofen beginnen sollte, geplant. Mitte 1994 lag die geplante Länge bei 7720 m. Bereits nach dem Planungsstand von 1999 war das Bauwerk mit einer Länge von 7700 m geplant. Das Bauende im Los Mitte, zu dem der Tunnel gehörte, war für den 28. Februar 2003 geplant.

### Bau
Mitte 1996 war ein 439 m langer Stollen zum eigentlichen Fahrtunnel etwa zur Hälfte vorgetrieben. Dieser Zwischenangriff, der auch der Vorerkundung diente, dient heute als Notausgang 4/5 und führt etwa in der Mitte des Tunnels aus dem Tunnel. Er führt nordwestlich des Gredinger Ortsteils Heimbach bei 49° 1′ 51,7″ N, 11° 19′ 10,5″ O an die Oberfläche.
Der Fahrtunnel wurde im bergmännischen Vortrieb errichtet. Auf einer Länge von 7652 m sowie beim Bau der Notausgänge kam dabei eine Spritzbetonbauweise zur Anwendung, auf den nördlichen 48 m eine Deckelbauweise. Der Vortrieb erfolgte von vier Angriffen gleichzeitig: Vom Nord- und vom Südportal sowie von einem Zwischenangriff (in beide Richtungen).
Der Vortrieb vom Zwischenangriff begann im Februar 1999. In den Portalbereichen entstanden ab April 1999 Voreinschnitte. Der bergmännische Vortrieb erfolgte ab Anfang Juni (Südportal) bzw. Ende August 1999 (Nordportal). Der Durchschlag zwischen Zwischenangriff und Südportal erfolgte im Juni 2000, in nördlicher Richtung am 2. Mai 2001. Das war der letzte Durchbruch der Neubaustrecke.
Insgesamt wurden 1,1 Millionen Kubikmeter Massen für den Fahrtunnel ausgebrochen sowie rund 7.400 Tonnen Bewehrungsstahl und 585.000 m³ Beton eingebracht.
Der Tunnel gehörte zum Baulos Mitte der Neubaustrecke, mit dem die Hochtief AG (München) beauftragt war.

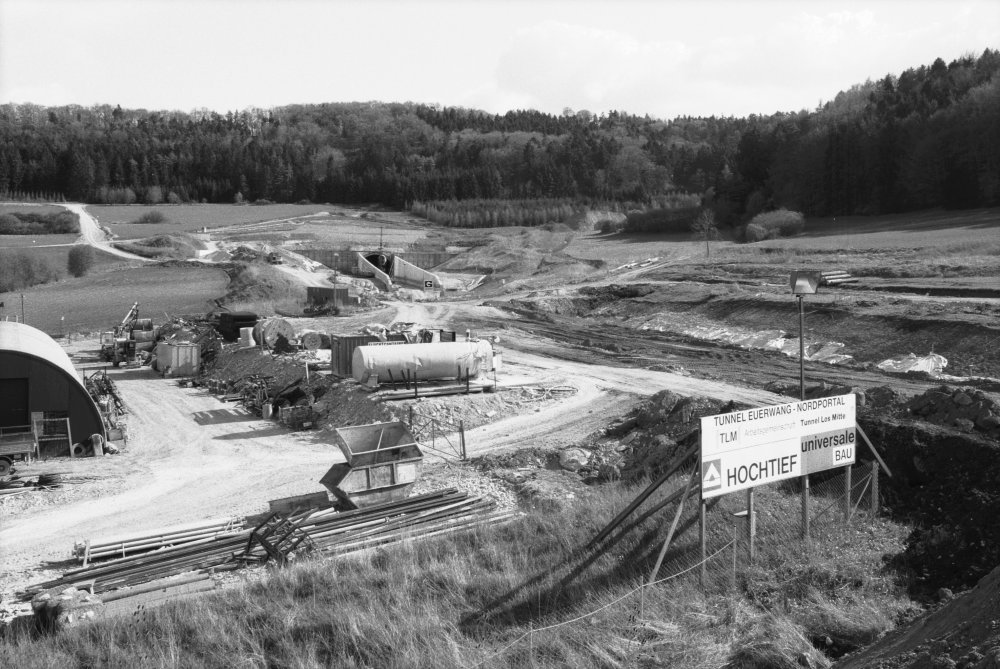
Baustelle im Bereich des Nordportals (2001)
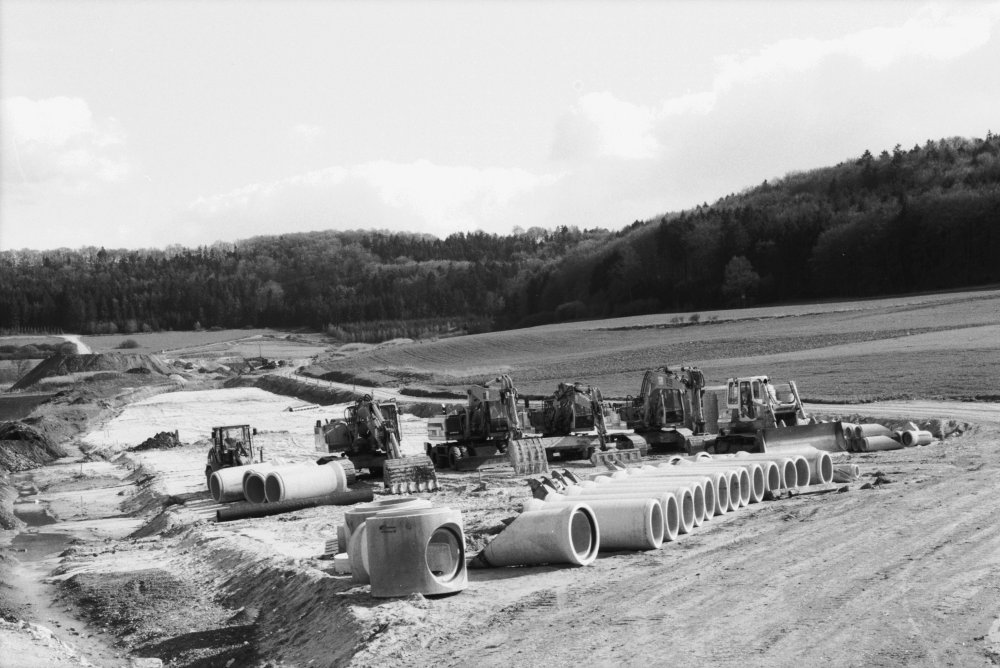
Baustelleneinrichtung, noch ohne Nordportal (etwa 2000)
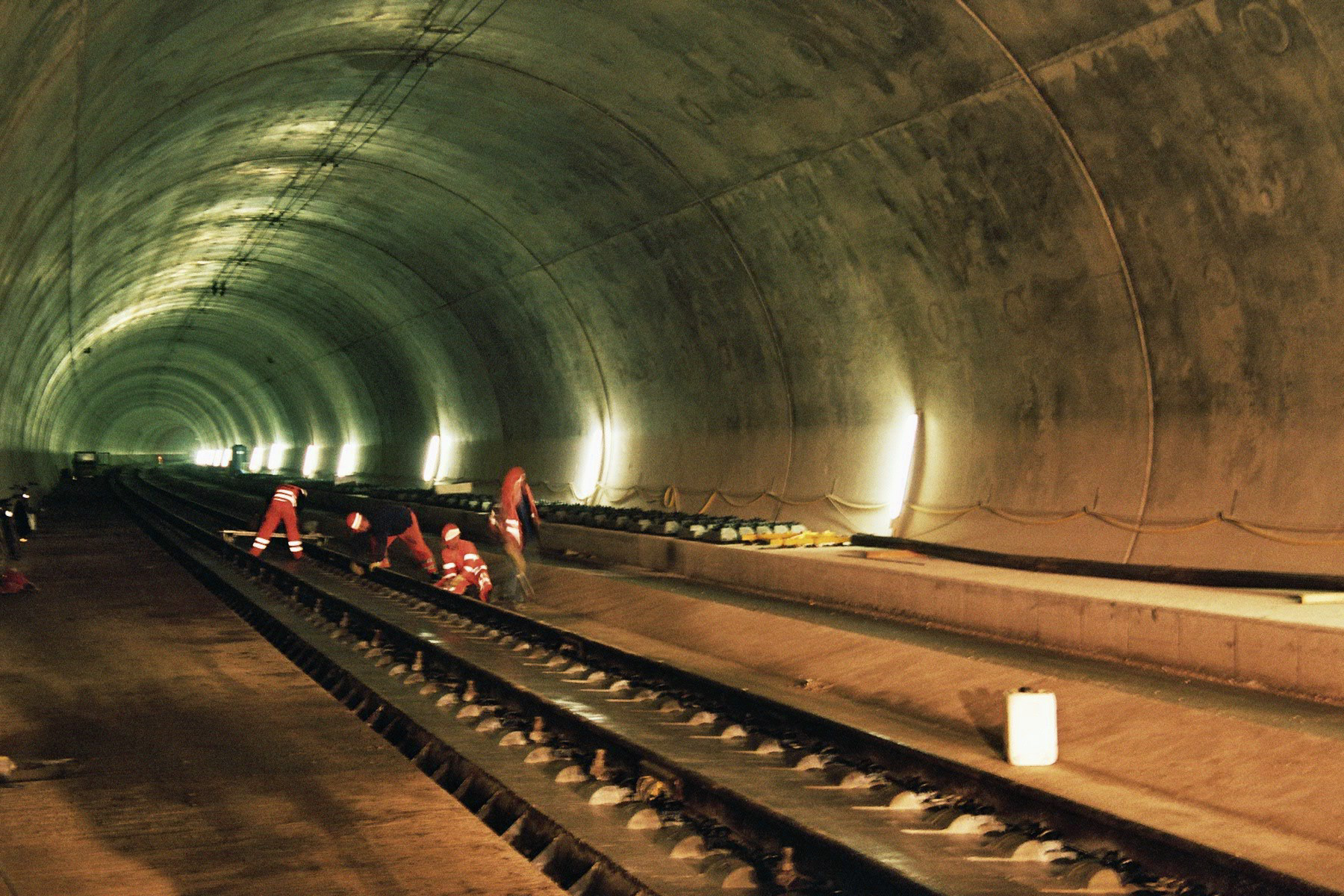
Einrichtung der Festen Fahrbahn im Juli 2004
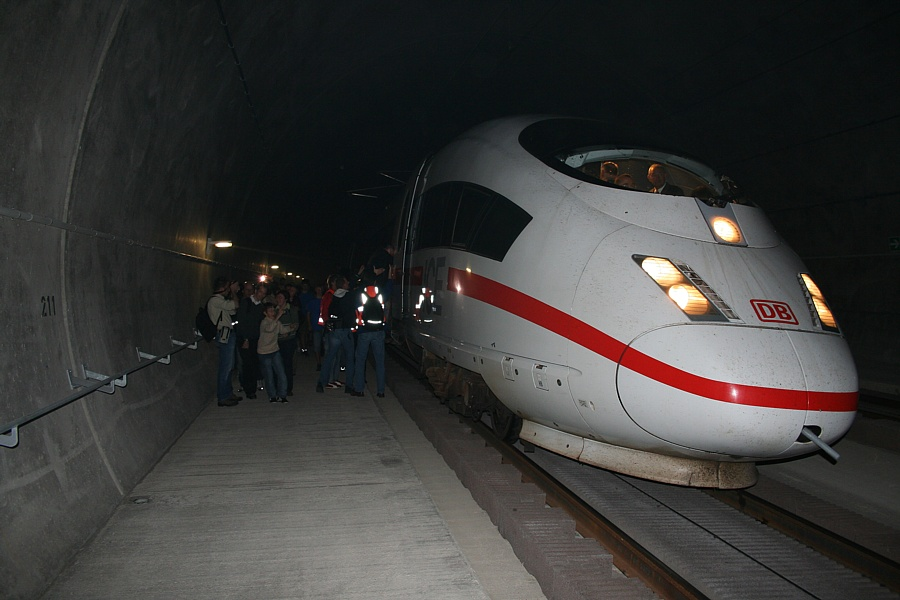
Tunnelrettungsübung im Mai 2006

### Inbetriebnahme
An den Tunneln Euerwang und Irlahüll wurde 2005 bei Testfahrten, erstmals in Deutschland, der Tunnelknall beobachtet. Als Gegenmaßnahme wurden poröse, geriffelte Schallabsorber-Platten zwischen den Schienen befestigt. Dennoch kann man bei Zügen mit einer Geschwindigkeit von mehr als etwa 250 km/h einen leichten Tunnelknall am Südportal feststellen.
Am 6. Mai 2006, drei Wochen vor Inbetriebnahme der Neubaustrecke, fand in dem Tunnel beim km 52,0 eine Rettungsübung mit etwa 250 Freiwilligen statt. Dabei wurde ein Brand an Bord des Zuges simuliert und eine Evakuierung des Zuges über zwei Notausgänge sowie die Notfallmaßnahmen der zuständigen Rettungskräfte geprobt.

## Geologie
Die Röhre verbindet den Schwarzach-Thalach-Taltrichter der Fränkischen Alb im Norden mit den tief gelegenen Tälern der Anlauter und Altmühl im Süden. Dabei untertunnelt er die Anlauteralb. Die im Grundwasser liegende Röhre führt dabei größtenteils Schichten von Eisensandstein des Braunen Jura.
Aufgrund des umgebenden Grundwassers musste die Röhre auf einer Länge von rund 6400 Metern druckwasserdicht ausgeführt werden.

## Sicherheitskonzept
Der Tunnel steigt zur Mitte hin leicht an (Dachprofil). Durch diese Längsneigung können Züge auch ohne eigenen Antrieb den Rollwiderstand überwinden und selbstständig mit gelösten Bremsen herausrollen. Im Tunnel stehen unter anderem eine trockene Löschwasserleitung, BOS-Funk, Notruffernsprecher und Energie-Entnahmestellen zur Verfügung. Die Sicherheitsbeleuchtung ist im Normalfall ausgeschaltet und nicht sichtbar.
Das Bauwerk ist mit insgesamt sieben Notausgängen ausgestattet:
- Notausgang 1 – der nördlichste der sieben – liegt beim Strecken-km 50,134. 16 m hinter der Fahrtunnel-Tür liegt eine Schleuse. Von dieser führt ein 672 m langer, befahrbarer Stollen in nordöstlicher Richtung ins Freie. Er tritt westlich des Gredinger Gemeindeteils Hausen an die Oberfläche (bei 49° 3′ 22,3″ N, 11° 18′ 49,5″ O).
- Notausgang 2 liegt bei Km 51,134. Ein 290 m langer, begehbarer Stollen führt am östlichen Rand des Gemeindeteils Kraftsbuch (Gemeinde Greding) an die Oberfläche (bei 49° 2′ 25,8″ N, 11° 18′ 23″ O).
- Notausgang 3 führt bei Km 51,984 aus dem Fahrtunnel. An einen kurzen Verbindungsgang schließt sich ein 25 m hoher Schacht von 5,8 m Durchmesser an, der südöstlich von Kraftsbuch (bei 49° 2′ 6″ N, 11° 18′ 46,8″ O) an die Oberfläche führt.
- Notausgang 4 liegt am Km 52,854 des Fahrtunnels. Er führt in einen 1015 m langen, befahrbaren Stollen, der östlich parallel zur Tunnelröhre verläuft. In südlicher Richtung führt er zum rund 1 km südlich liegenden Notausgang 5. Vom nahe gelegenen, nördlichen Ende des Parallelstollens führt ein zweispuriger, befahrbarer Stollen in nordöstlicher Richtung auf 432 m Länge zwischen Kraftsbuch und Heimbach (bei 49° 1′ 51,7″ N, 11° 19′ 10,5″ O) an die Oberfläche.
- Notausgang 5 liegt bei Km 53,854. Er führt über den Parallelstollen östlich des Fahrtunnels zum 1 km nördlich gelegenen Notausgang 4 und über den dortigen Stollen (432 m) ins Freie.
- Notausgang 6 liegt bei Km 54,854. Ein 1015 m langer, befahrbarer Stollen führt östlich parallel zum Fahrtunnel zum Notausgang 7 und über den dortigen Stollen ins Freie.
- Der südlichste Notausgang, Nr. 7, liegt bei Km 55,854. Ein 1015 m langer Parallelstollen bindet in nördlicher Richtung (rund 1 km) den Notausgang 6 an. Vom Bereich des Ausgangs führt ein befahrbarer, 448 m langer Stollen in südöstlicher Richtung an die Oberfläche, etwa 200 m westlich der Autobahn 9 (bei 49° 0′ 29,2″ N, 11° 21′ 5,4″ O). Die Zufahrt über einen Autobahnparkplatz ist möglich.

Die Gesamtlänge der (vertikalen) Schächte und (horizontalen) Stollen liegt bei etwa 3940 Metern.
Siehe auch: Sicherheitskonzept der Strecke

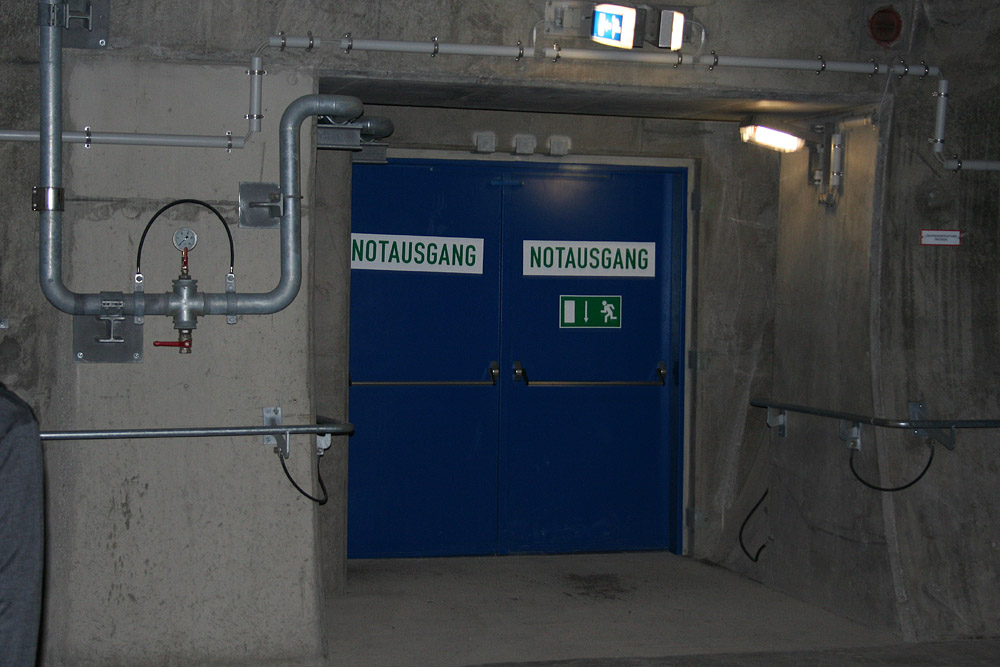
Notausgangstür aus dem Fahrtunnel
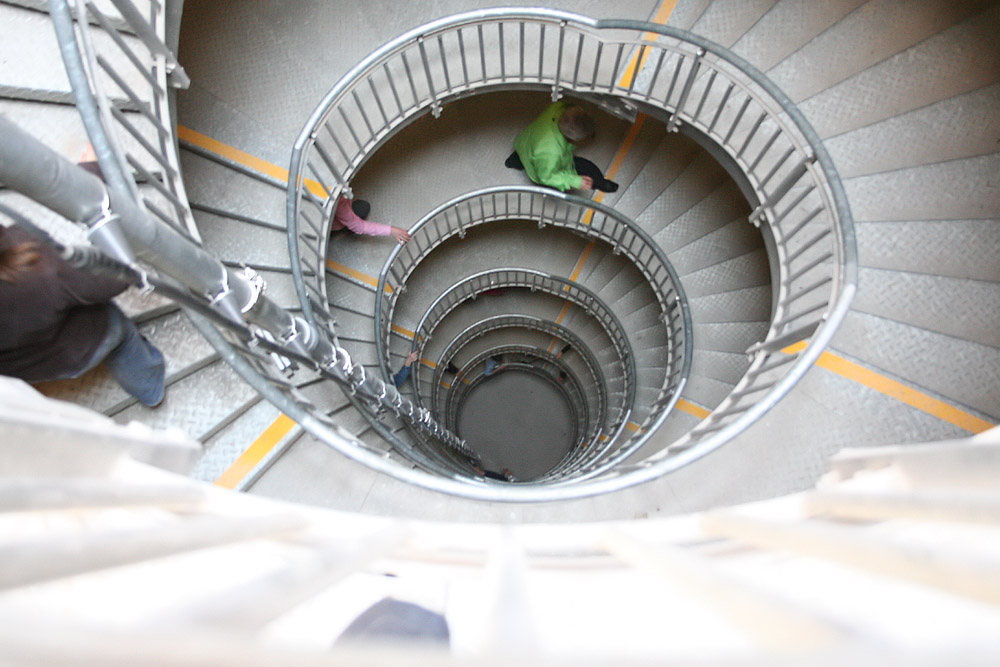
An die Oberfläche führende Wendeltreppe mit Löschwasserleitung
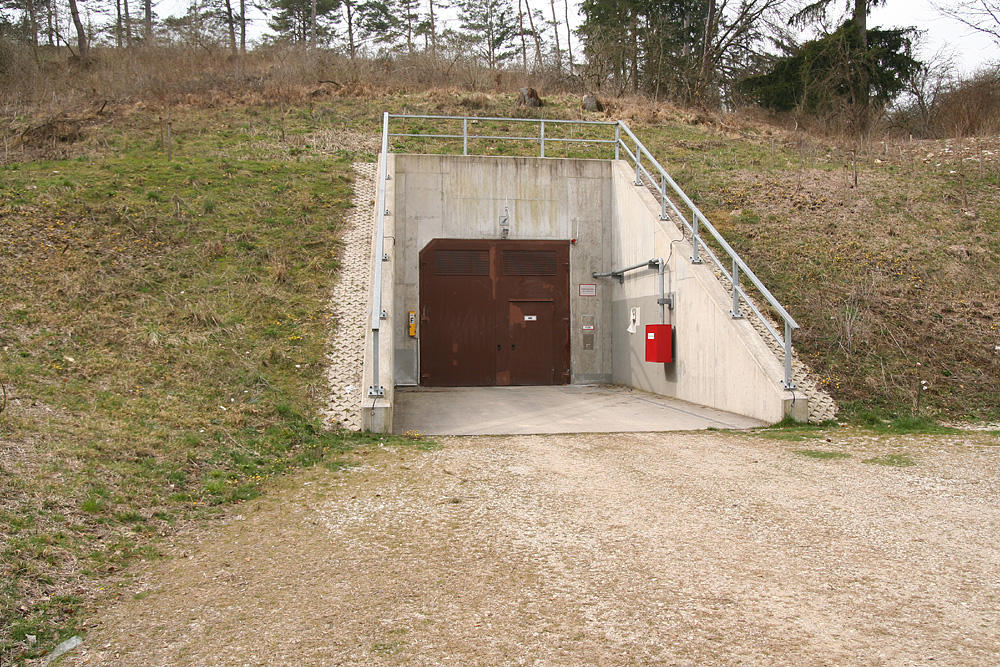
Notausgang 1 an der Oberfläche
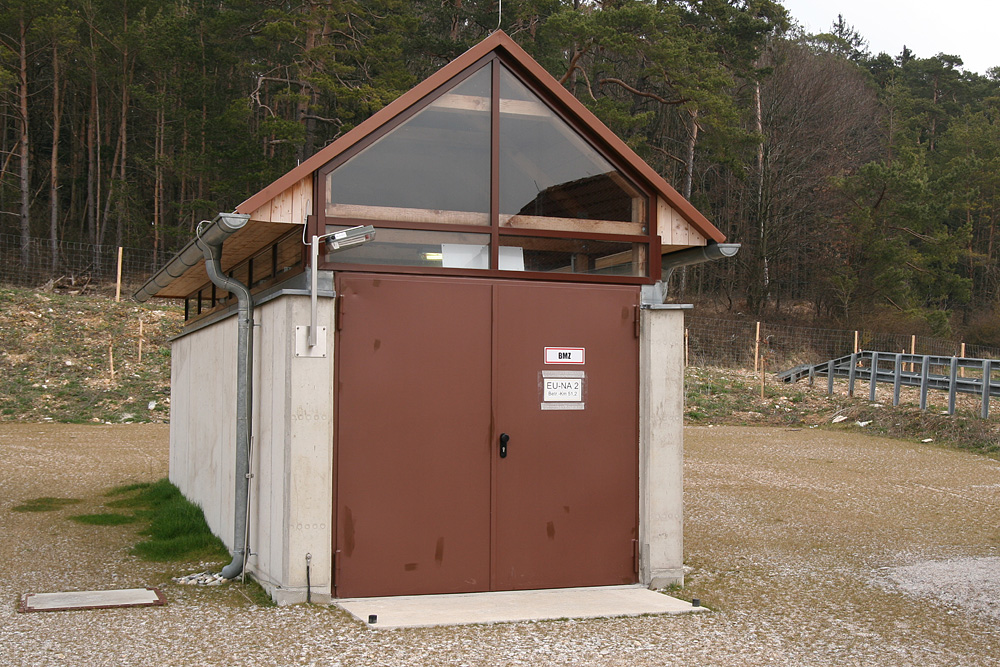
Notausgang 2 an der Oberfläche
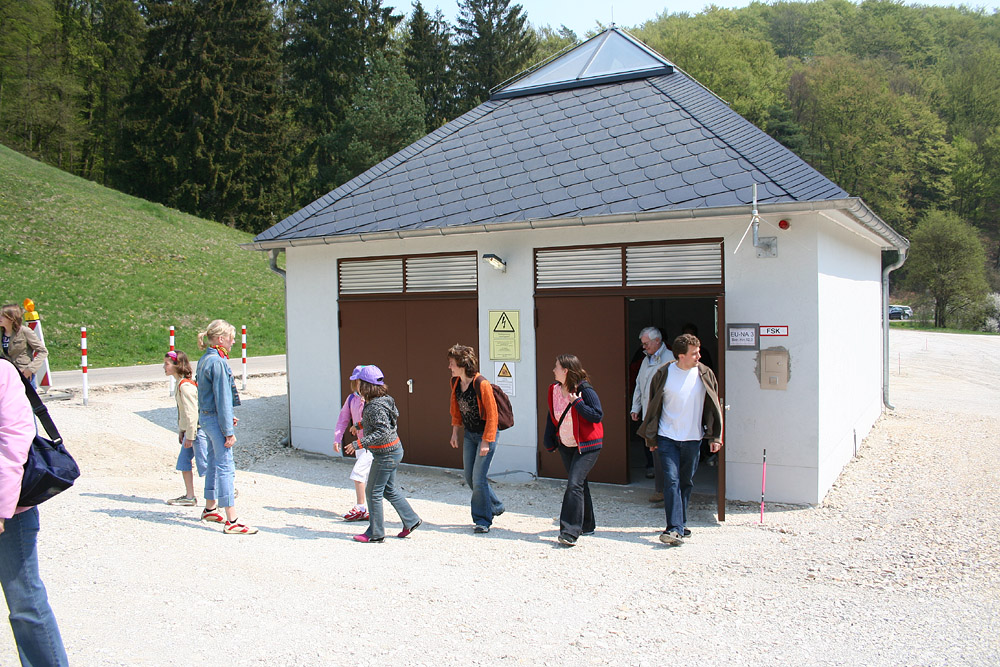
Notausgang 3 an der Oberfläche
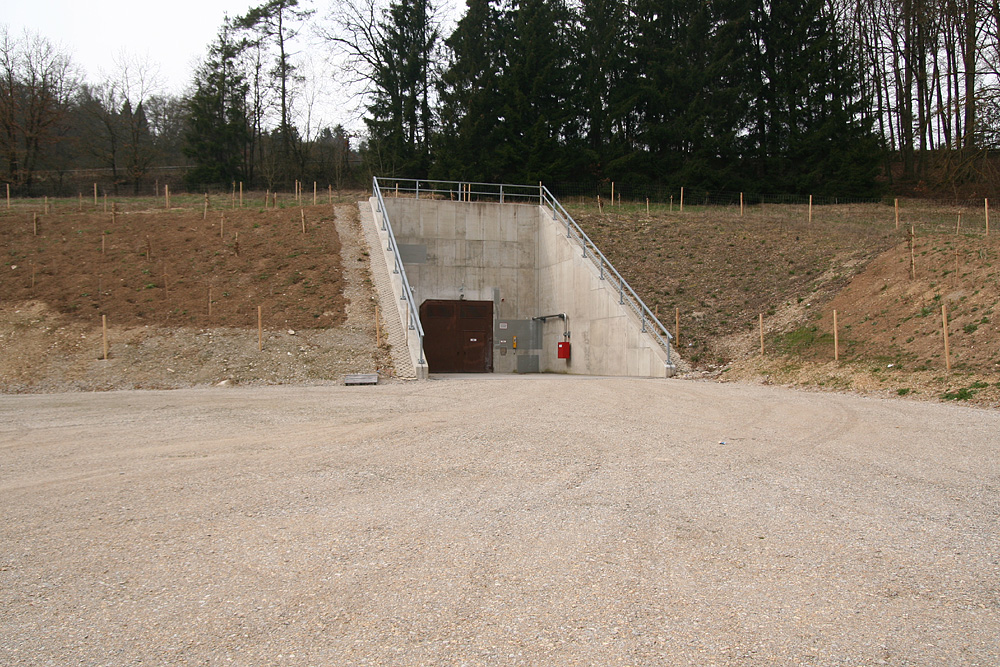
Notausgang 4/5 an der Oberfläche
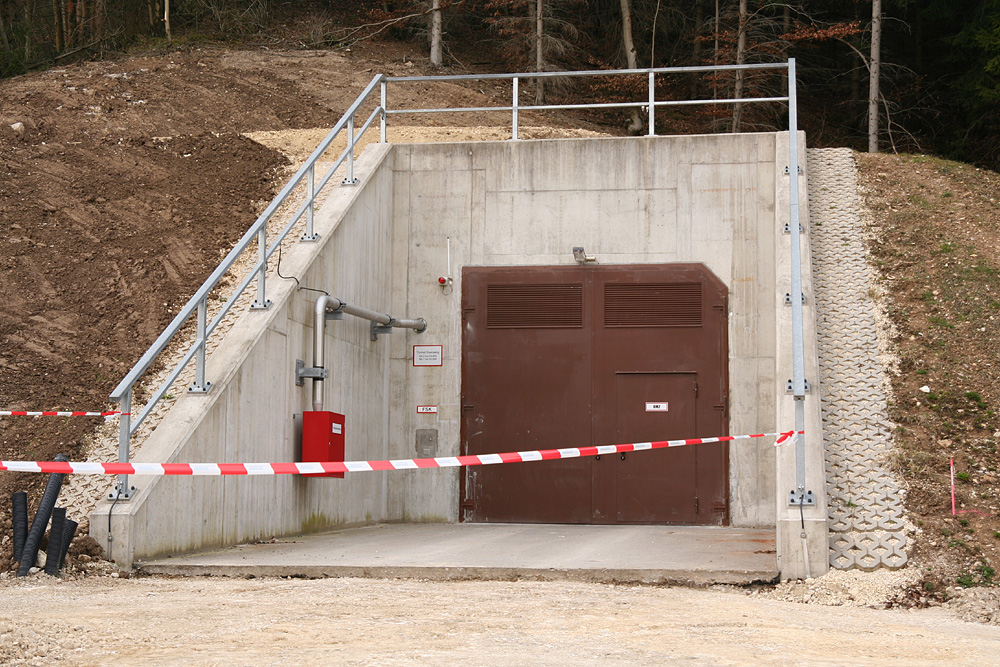
Notausgang 6/7 an der Oberfläche
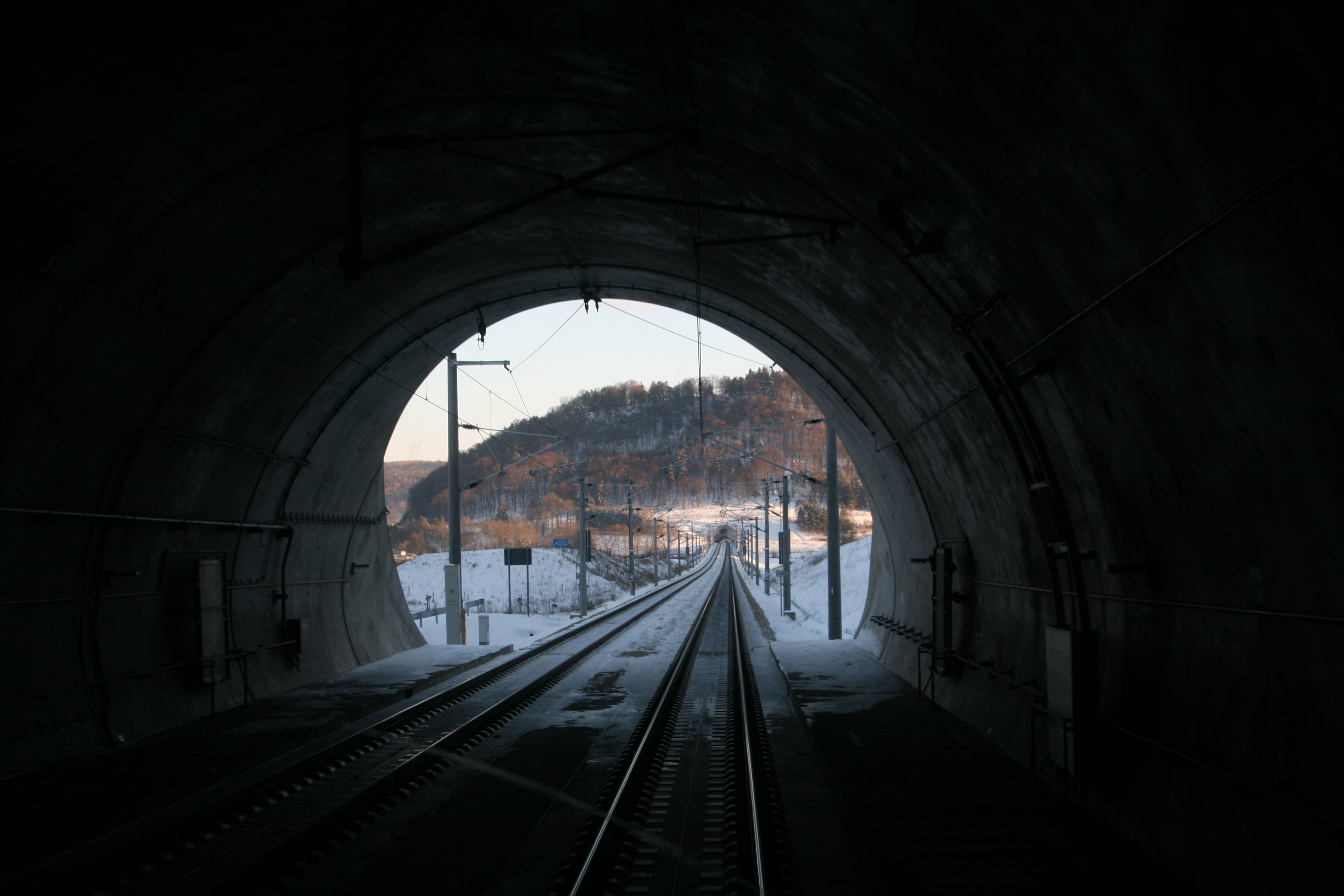
Blick aus dem Südportal mit Anlautertal und Schellenberg

## Kosten
Der vorläufige Auftragswert für das gesamte, 18,35 km lange Los Mitte, wurde um 1999 mit 638 Millionen DM bzw. 327 Mio. Euro angegeben.